# Paulin Talabot
Paulin François Talabot (Limoges, 18 agosto 1799 – Parigi, 21 marzo 1885) è stato un imprenditore francese, ferroviario, bancario e politico.

## Biografia
Paulin Talabot fu un eclettico ingegnere francese del XIX secolo che contribuì fortemente, come imprenditore o azionista di società ferroviarie allo sviluppo delle ferrovie in Francia, in Austria e in Italia.
Alla fine del 1846 quando fu fondata a Parigi, per iniziativa di Luigi Negrelli, la Société d'études du Canal de Suez Talabot fu il rappresentante francese.
Alla fine degli anni cinquanta del XIX secolo venne incaricato dalla Società ferroviaria Südbahn di progettare il nuovo porto di Trieste.
Nel 1860 fu firmatario, per conto della Società anonima delle strade ferrate lombardo-venete e dell'Italia Centrale, della Convenzione fra i Ministri dei Lavori Pubblici e delle Finanze di Sardegna e la Società anonima delle ferrovie Lombardo-Venete e dell'Italia Centrale, in esecuzione dell'art. 2 del Trattato di Zurigo avente lo scopo di confermare le concessioni precedenti fatte dai Governi d'Austria, di Parma, Modena, Toscana e degli Stati Romani.
Talabot fu anche un importante banchiere e partecipò alla fondazione nel 1863 del Credito Lionese insieme alle famiglie Arlès-Dufour, Enfantin e Chevalier.
Nel 1864 fondò la Société générale, un gruppo di cui fu il primo direttore generale, con la partecipazione di industriali e banchieri come Louis-Raphaël Bischoffsheim, Alphonse Pinard, Edouard Hentsch e la famiglia Rothschild. Nel marzo 1865 fondò la Società Generale per il trasporto marittimo a vapore. La linea di navigazione per l'Algeria aveva lo scopo di sfruttare la miniera di ferro di Mokta al-Habib, sita nei pressi di Bone, e trasportare il minerale a Marsiglia da cui la sua ferrovia, PLM, l'avrebbe trasportato ai vari altiforni.
Nel 1867 aprì un servizio passeggeri mensile per il Brasile.
Fu pure un politico francese deputato del governo al tempo di Napoleone III e consigliere generale del dipartimento di Gard e successivamente di quello di Alpes-de-Haute-Provence.
Fu direttore onorario della Compagnie des Chemins de fer de Paris à Lyon et à la Méditerranée
Morì il 21 marzo 1885 a Parigi